# Catherine Challandes
Catherine Challandes, née le 28 décembre 1948 à Neuchâtel, est une enseignante et écrivain vaudoise.

## Biographie
Catherine Challandes passe son enfance et son adolescence dans sa ville natale. Elle suit une formation d'enseignante pour les classes de développement, se marie, puis part vivre pendant près de deux ans en Afrique du Sud. De retour en Suisse, elle reprend ses études à Lausanne et à Genève, partageant son temps entre l'enseignement de la pédagogie et la direction d'une classe d'adolescents difficiles.
Membre de l'Association des écrivains neuchâtelois et jurassiens, de l'Association vaudoise des écrivains, du WWF et d'Amnesty International, Catherine Challandes écrit de la prose (roman, récit, nouvelle, livre pour enfants). Elle a également participé à la rédaction d'un ouvrage collectif intitulé Entre les livres, consacré au monde des bibliothèques.

## Sources
- « Catherine Challandes », sur la base de données des personnalités vaudoises sur la plateforme « Patrinum » de la Bibliothèque cantonale et universitaire de Lausanne.
- Écrire et illustrer pour les enfants : qui fait quoi en Suisse ?, Institut suisse de littérature pour la jeunesse, p. 66
- Anne-Lise Delacrétaz, Daniel Maggetti, Écrivaines et écrivains d'aujourd'hui, p. 65.
- A D S - Autorinnen und Autoren der Schweiz - Autrices et Auteurs de Suisse - Autrici ed Autori della Svizzera